# Wykładnia doktrynalna prawa
Wykładnia doktrynalna prawa (także naukowa) – rodzaj wykładni prawa, wyróżnianej ze względu na podmiot jej dokonujący. Nie ma ona charakteru wykładni wiążącej w przeciwieństwie do niektórych przypadków wykładni legalnej i wykładni praktycznej. Wykładni doktrynalnej dokonuje prawnik lub naukowiec zajmujący się prawem, a jej wpływ na rzeczywistość i decyzje stosujących prawo zależy jedynie od ich dobrej woli i autorytetu wypowiadającego się. Podobny zasięg ma wykładnia prywatna prawa, dokonywana jednak przez nie-prawników. Przykładem naukowej wykładni prawa mogą być glosy, komentarze do aktów normatywnych.